# Леон Василевський
Лео́н Василе́вський  (літературні псевдоніми: Левко Васильчук та інші, пол. Leon Wasilewski; 24 серпня 1870 — 10 грудня 1936) — польський публіцист, етнограф і перекладач. Батько відомої польської письменниці Ванди Василевської.

## Біографія
Рано зацікавився україністикою, зокрема українською літературою, історією. Читав заборонену в Росії львівську газету «Діло», дозволений часопис «Зоря», стежив за українським літературним рухом.
Перекладав на польську мову окремі літературні твори українських письменників, робив огляди українських видань для польської преси. Відвідував товариство галицьких студентів у Петербурзі «Січ».
1893 переїхав до Львова, де упродовж року навчався на філософському факультеті університету, вивчав історію під керівництвом Л. Фінкла та Т. Войциховського. Слухав лекції О. Огоновського. У Львові познайомився з І. Франком, М. Павликом, зустрічався із М. Кордубою, Б. Лепким. Відвідував засідання НТШ та т-ва «Руська Бесіда». Багато друкувався.
Восени 1894-го виїхав до Праги для навчання у Празькому університеті. Навчався під керівництвом професора Т. Масарика. 1895 видав у Празі польською мовою брошуру М. Драгоманова про ставлення соціалістів до релігії.
1898—1902 — редактор часопису «Przedswiat» у Лондоні.
З 1902 жив у Кракові. Співпрацював з журналом «Украинская жизнь» (Петербург). Активний діяч Польської соціалістичної партії. 
Протягом 1924—1936 очолював Інститут Дослідів Національних Справ. Пропагував ідею спільного фронту народів, поневолених Росією, та тісної співпраці між поляками і українцями.
У 1918—1919—міністр закордонних справ Польщі, в 1920—1921 — посол в Естонії. З 1929—редактор газети «Niepodległość». 

Автор ряду праць, присвячених Україні.
У книжці «Україна та українська справа» (польською мовою, Краків, 1912) подав бібліографію Тараса Шевченка, висвітлив його участь у Кирило-Мефодіївському братстві та зв'язки з польськими письменниками — політичними в'язнями. В праці «Східні окраїни» (польською мовою, Варшава-Краків, 1917) у розділі «Україна» високо оцінив роль Шевченка як великого народного поета. Друкувався у двомісячнику «Sprawy Narodowościowe».

## Праці
- Современная Галиция. — Петербург, 1900 (у співавт.);
- Україна і українське питання [Архівовано 26 вересня 2011 у Wayback Machine.] — Краків. 1912 (польс.)
  - Український переклад уривків: Україна і українська справа // Ми не є українофілами. Польська політична думка про Україну і українців (За ред. П. Коваля, Я. Олдаковського, М. Зухняк). Київ: Видавничий дім «Києво-Могилянська академія», 2012. С. 87-107
- Українська національна справа в її історичному розвитку [Архівовано 24 червня 2015 у Wayback Machine.] — 2-е вид. — Краків, 1925 (польс.);
- Українське питання як міжнародне питання [Архівовано 27 вересня 2016 у Wayback Machine.] — Варшава, 1934 (польс.) (дзеркало pdf);
- Мої українські спогади // Спогади / Васілєвський Л. та ін. — Варшава, 1932.
- Про усамостійнення України // Ми не є українофілами. Польська політична думка про Україну і українців (За ред. П. Коваля, Я. Олдаковського, М. Зухняк, перекл. з пол. С. Гіріка). Київ: Видавничий дім «Києво-Могилянська академія», 2012. — С. 80—87.